# Balbí
|  | Per a altres significats, vegeu «Balbí (desambiguació)». |

Dècim Celi Balbí (llatí: Decimus Celius Balbinus) fou un senador romà de rang consular, que va ser un dels emperadors de l'any 238, escollit pel senat conjuntament amb Pupiè en substitució dels difunts Gordià I i Gordià II. L'època que li va tocar viure es va caracteritzar per governs febles que, com el seu, van durar poc temps per no tenir tot el suport o bé del poble o de l'exèrcit.

## Orígens
Era descendent de Luci Corneli Balb Major, amic de Gneu Pompeu, Ciceró i Juli Cèsar. Va fer el cursus honorum i va ser governador de diverses províncies. Era conegut com a brillant orador i poeta. Va néixer cap a l'any 178. Era de família patrícia, fill (adoptiu o natural) de Caelius Calvinus, el qual va ser llegat a Capadòcia l'any 184. Va ser un dels sacerdots de Mart anomenats salii.

## Carrera política
Va ser cònsol en dues ocasions: La primera com a cònsol sufecte, probablement al voltant de l'any 200; la segona com a cònsol ordinari en època de Caracal·la el 213, per la qual cosa és plausible que gaudís del favor d'aquest emperador.

## Ascens al tron
Quan es va saber la mort de Gordià I i Gordià II i que Maximí el Traci avançava cap a Itàlia al front d'un fort exèrcit, fou nomenat pel senat juntament amb el general Pupiè, el primer dels quals, com a reputat home d'estat es quedaria a Roma per dirigir l'administració, i l'altre, com a reputat general, aniria contra Maximí per combatre sobre el terreny (vers abril del 238). Aquesta decisió no va tenir el suport popular i van esclatar aldarulls. Els senadors, reunits al temple de Júpiter Capitolí, foren assaltats per la multitud, que no van parar fins que es va proclamar com a Cèsar a un net de Gordià I, d'uns 13 anys.
Pupiè va poder sortir en direcció a Aquileia contra Maximí però a Roma van tornar a esclatar lluites civils entre el poble d'un costat i els pretorians que fien costat a Maximí, de l'altre. El poble va assaltar el camp dels pretorians i foren rodejats i es va tallar el subministrament d'aigua; els intents de sortida no van reeixir, una part de la ciutat va patir els efectes de la lluita i fou destruïda pel foc. Quan a l'abril Maximí fou derrotat, les seves forces i les de Pupiè es van unir i el poble romà va acollir la unitat amb joia.
Tanmateix, això fou de curta volada, perquè l'odi entre pretorians i el poble no es va extingir; els pretorians no acceptaven el poder establert pel senat i volien un emperador triat per ells, i el poble no perdonava l'actuació dels pretorians. Un dia que se celebraven els jocs capitolins, es va produir un cop d'estat: un fort cos de soldats es va obrir pas cap a palau, va agafar Balbí i Pupiè i els va matar després de torturar-los (vers el maig del 238).

## El sarcòfag de Balbí
El sarcòfag de Balbí és un exemplar pràcticament únic dels sarcòfags imperials d'aquest període. Balbí havia encomanat la construcció d'un sarcòfag de marbre per allotjar el seu cos i el de la seva esposa, el nom de la qual és desconegut. Fou descobert a prop de la Via Àpia i en estat fragmentari, però va ser restaurat. A la tapa del sarcòfag hi ha una escultura que el representa a ell i a la seva esposa en posició mig estirats, recolzats sobre el braç esquerre, ell amb vestimenta militar.